# Coppell (Texas)
Coppell ist eine Stadt im Dallas- und Denton County im US-Bundesstaat Texas in den Vereinigten Staaten. Das U.S. Census Bureau hat bei der Volkszählung 2020 eine Einwohnerzahl von 42.983 ermittelt.

## Geographie
Die Stadt liegt an der Elm Fork des Trinity River im mittleren Nordosten von Texas, in der nordöstlichen Ecke des Dallas County und reicht bis in das Denton County hinein. Sie ist im Norden etwa 70 Kilometer von Oklahoma entfernt und hat eine Gesamtfläche von 38,6 km².

### Gewässer
Der Grapevine Creek, Denton Creek und Cottonwood Branch fließen durch die Stadt.

## Geschichte
Die Besiedlung der Gegend begann Mitte des 19. Jahrhunderts. Der erste Name der Ansiedlung war Gibbs Station, benannt nach Barnett Gibbs, einem stellvertretenden Gouverneur von Texas und Großgrundbesitzer in dieser Gegend. 1892 wurde der Ort umbenannt in Coppell, zu Ehren von George A. Coppell, einem Mitglied der Eisenbahngesellschaft und frühen Siedler dieser Gegend.

## Demografische Daten
Nach der Volkszählung im Jahr 2000 lebten hier 35.958 Menschen in 12.211 Haushalten und 9.781 Familien. Die Bevölkerungsdichte betrug 933,7 Einwohner pro km². Ethnisch betrachtet setzte sich die Bevölkerung zusammen aus 83,23 % weißer Bevölkerung, 3,26 % Afroamerikanern, 0,34 % amerikanischen Ureinwohnern, 9,30 % Asiaten, 0,02 % Bewohnern aus dem pazifischen Inselraum und 1,88 % aus anderen ethnischen Gruppen. Etwa 1,97 % waren gemischter Abstammung und 6,92 % der Bevölkerung waren spanischer oder lateinamerikanischer Abstammung.
Von den 12.211 Haushalten hatten 54,6 % Kinder unter 18 Jahre, die im Haushalt lebten. 69,7 % davon waren verheiratete, zusammenlebende Paare. 8,1 % waren allein erziehende Mütter und 19,9 % waren keine Familien. 16,1 % aller Haushalte waren Singlehaushalte und in 1,5 % lebten Menschen, die 65 Jahre oder älter waren. Die Durchschnittshaushaltsgröße betrug 2,94 und die durchschnittliche Größe einer Familie belief sich auf 3,34 Personen.
34,7 % der Bevölkerung waren unter 18 Jahre alt, 4,5 % von 18 bis 24, 39,0 % von 25 bis 44, 19,3 % von 45 bis 64, und 2,6 % die 65 Jahre oder älter waren. Das Durchschnittsalter war 34 Jahre. Auf 100 weibliche Personen aller Altersgruppen kamen 97,3 männliche Personen. Auf 100 Frauen im Alter von 18 Jahren und darüber kamen 93,2 Männer.

Das jährliche Durchschnittseinkommen eines Haushalts betrug 96.935 USD, das Durchschnittseinkommen einer Familie 106.630 USD. Männer hatten ein Durchschnittseinkommen von 76.681 USD gegenüber den Frauen mit 43.750 USD. Das Prokopfeinkommen betrug 40.219 USD. 1,9 % der Bevölkerung und 1,4 % der Familien lebten unterhalb der Armutsgrenze. Davon waren 1,9 % Kinder und Jugendliche unter 18 Jahren und 5,7 % waren 65 oder älter.

## Persönlichkeiten
- Ashley Cain (* 1995), Eiskunstläuferin
- Connor Williams (* 1997), American-Football-Spieler